# Johann Wilhelm von Dittmar
Johann Wilhelm Dittmar, seit 1786 von Dittmar, (* 4. Mai 1725 in Kallies; † 1. Februar 1792 in Berlin) war ein preußischer Generalmajor, Direktor des III. Departements des Oberkriegskollegs und Chef des 1. Feldartillerieregiments.

## Leben

### Herkunft
Seine Eltern waren der Oberprediger von Kallies Gottfried Christian Ludwig Laurentius Dittmar († 25. Mai 1733) und dessen Ehefrau, eine geborene Hatzfort.

### Militärlaufbahn
Dittmar kam am 13. Januar 1744 in das Feldartilleriekorps der Preußischen Armee und kämpfe im Zweiten Schlesischen Krieg in der Schlacht bei Kesselsdorf. 1746 wurde er Unteroffizier und am 9. August 1748 Sekondeleutnant des II. Bataillons. Während des Siebenjährigen Krieges kämpfte er bei Hochkirch und Torgau. Bis 27. November 1761 avancierte Dittmar zum Kapitän und Kompaniechef.
Nach dem Krieg wurde er am 15. April 1772 Major, am 11. Februar 1778 Oberstleutnant und Kommandeur des 3. Feldartillerieregiments. Als solcher nahm Dittmar am Bayerischen Erbfolgekrieg teil. Am 14. Mai 1782 wurde er Oberst und am 1. Januar 1785 stieg er zum Chef des 2. Feldartillerieregiments auf. An 11. Dezember 1786 folgte seine Versetzung als Chef in das 3. Feldartillerieregiment und seine gleichzeitige Ernennung zum Generalinspekteur der gesamten Artillerie. Für seine Verdienste erhob ihn König Friedrich Wilhelm II. am 12. September 1786 in den erblichen preußischen Adelsstand. Am 2. Juli 1788 wurde er zum Generalmajor befördert und unter Belassung in seiner Stellung als Regimentschef zum Direktor des III. Departements im Oberkriegskollegs ernannt, das die Artillerie verwaltete. Er starb am 1. Februar 1792 in Berlin und wurde am 6. Februar 1792 in der Garnisonkirche beigesetzt.

### Familie
Dittmar heiratete am 14. Juni 1763 Ernestine Sabine von Holtzmann (* 27. Oktober 1735; † 7. Oktober 1774). Sie wurde nach ihrem Tod in der Garnisonkirche beigesetzt. Das Paar hat mehrere Kinder, darunter:
- Sabine Ernestine Wilhelmine Friederike (* 20. Februar 1764; † 27. Juni 1791) ⚭ 1785 Johann Friedrich von Wentzel (* 12. April 1754; † 30. Dezember 1825), Oberstleutnant, Chef einer Invalidenkompanie, Eltern von Wilhelm von Wentzel
- Luise Henriette Charlotte Amalie (* 25. Mai 1765) ⚭ 1787 Karl Ludwig Werner von Wulffen, Leutnant[1]
- Sophie Leopoldine Philippine (* 2. April 1766; † 1. März 1770)
- Ernestine Wilhelmine (* 26. Februar 1767)
- Karl Ludwig Wilhelm Friedrich (* 12. Mai 1768), Stabshauptmann der Artillerie
- Karoline Albertine Juliane (* 21. Juli 1769; † 19. Oktober 1777)
- August Ferdinand Ernst (* 6. August 1772; † 23. September 1813) starb an den Verwundungen aus der Schlacht um Dresden
- Georg Gustav (* 9. März 1773; † 26. Juli 1794), Sekondeleutnant im Dragonerregiment „von Voß“
- Henriette Amalie (* 4. Oktober 1774; † 14. August 1778)

Nach dem Tod seiner ersten Frau heiratete Dittmar am 9. Oktober 1775 Margarethe Elisabeth von der Goltz (* 17. November 1753; † 11. April 1800). Sie war eine Tochter von Joachim Rüdiger von der Goltz, Erbherr auf Hofstedt und Preusendorf, und der Ernestine Diliana von Prebentow. Das Paar hatte mehrere Kinder:
- Johanna Friederike (* 11. November 1777) ⚭ 1796 Georg Gottlieb Leopold von Sydow (* 21. Juni 1751; † 1. März 1804)[2]
- Karl Georg Friedrich (* 29. Oktober 1779), Leutnant im Husarenregiment Nr. 8
- Henriette Christiane (* 5. November 1780)
- Ludwig Wilhelm (* 24. Mai 1782; † 10. Februar 1799), Fähnrich im Infanterieregiment „von Borcke“
- Joachim Leopold (* 16. Juli 1783; † 12. Januar 1807), Premierleutnant im I. Bataillon der Garde
- Wilhelmine Charlotte Christiane (* 8. Juli 1784; † 28. Oktober 1854) ⚭ Christoph von Glasenapp (* 1. Juli 1763; † 17. Februar 1835)[3], Major der Garde
- Karoline Philippine (* 22. Oktober 1785; † 9. Juli 1786)
- Adolf Wilhelm (* 15. Oktober 1786; † 1826), Sekondeleutnant im Infanterieregiment „von Zenge“, gefallen als griechischer Major bei Missolunghi
- Philippine Henriette (* 20. Februar 1789; † 27. Mai 1789)